# Jakalj
Jakalj (Servisch cyrillisch Јакаљ) is een plaats in de Servische gemeente Bajina Bašta. De plaats telt 472 inwoners (2002).